# Disco 2
Disco 2 är ett remixalbum med Pet Shop Boys från 1994. Disco hette föregångaren och kom 1986. Albumets låtar gick i nonstop och den blev ingen vidare succé för bandet.

## Låtlista

### Disco 2
1. "Absolutely Fabulous" (Rollo Our Tribe Tongue-In Cheek Mix) – 0:29
2. "I Wouldn't Normally Do This Kind of Thing" (Beatmasters Extended Nude Mix) – 4:15
3. "I Wouldn't Normally Do This Kind of Thing" (DJ Pierre Wild Pitch Mix) – 2:59
4. "Go West" (Farley & Heller Mix) – 3:40
5. "Liberation" (E Smoove 12" Mix) – 6:09
6. "So Hard" (Morales Red Zone Mix) – 2:48
7. "Can You Forgive Her?" (Rollo Dub) – 4:03
8. "Yesterday, When I Was Mad" (Junior Vasquez Fabulous Dub) – 4:54
9. "Absolutely Fabulous" (Rollo Our Tribe Tongue-In Cheek Mix) – 6:01
10. "Yesterday, When I Was Mad" (Coconut 1 12" Mix) – 2:12
11. "Yesterday, When I Was Mad" (Jam & Spoon Mix) – 5:01
12. "We All Feel Better In The Dark" (Brothers In Rhythm After Hours Climax Mix) – 5:21

### Begränsad bonus-CD släppt i USA
1. "Decadence"
2. "Some speculation"
3. "Euroboy"
4. "Yesterday, when I was mad" (RAF Zone Dub Mix)
5. "I wouldn't normally do this kind of thing" (7" Mix)